# SIG Sauer Mosquito
SIG Sauer Mosquito è una pistola semiautomatica basata sulla SIG Sauer P226, ma il 10% più piccola e camerata per la cartuccia .22 LR. La pistola è fabbricata in lega di alluminio-zinco e con un telaio in polimero. I comandi sono simili a quelli presenti negli altri modelli e includono (dalla parte anteriore a quella posteriore) una leva di rimozione del caricatore a sinistra e una sicura manuale ambidestra. Inoltre, la pistola è dotata di un blocco di sicurezza integrato situato nella parte posteriore del pozzetto del caricatore che, una volta inserito, impedisce il meccanismo di scivolamento, caduta del cane e l'azione di innesco. La pistola è disponibile in cinque diverse configurazioni. La produzione è stata interrotta nel 2013.
Il modello standard della Mosquito è dotato di munizioni calibro .22 LR e ha un innesco a doppia azione/singola azione. Il telaio in polimero e le dimensioni ridotte (rispetto al SIG P226) consentono alla pistola con il caricatore di pesare poco più di 697 grammi. L'altezza complessiva è di 13,4 cm con una lunghezza della canna di 9,9 centimetri. Il Mosquito è dotato di una guida per gli accessori, un caricatore a dieci colpi e vari mirini regolabili. La pistola era fabbricata in America, ma ora è fabbricata su licenza della tedesca Sport Guns GmbH.